# Kari Rueslåtten
Kari Rueslåtten (nacida el 3 de octubre de 1973 en Trondheim, Noruega) es una cantante noruega de metal y rock.

## Biografía
Rueslåtten vocalista original de la banda de metal experimental The 3rd and the Mortal, donde se mantuvo entre 1992 a 1995. Entre 1993 a 1995 formó parte de la banda de folk black metal Storm, junto con otros músicos reconocidos del género. Desde entonces, ha realizado esencialmente una carrera en solitario, con algunas colaboraciones a otros artistas de su país, como Hedge Hog e Israelvis. 
En su carrera como solista se retiró del género metal y ha lanzado cinco álbumes de estudio en noruego e inglés: Spindelsinn (1997) Mesmerized (1998), Pilot (2002) y Other People's Stories (2005). Después de un descanso de la música por nueve años, regresó en 2014 con el álbum Time to Tell. Posteriormente, To the North fue publicado en el 2015 y Silence is the Only Sound en 2017.
Previamente, lanzó el sencillo "Why so Lonely" en septiembre de 2013,  y es una versión de una grabación realizada por The 3rd and the Mortal en 1994, incluida en Tears Laid in Earth. Tuomas Holopainen, fundador de Nightwish, toca el piano y los teclados en el sencillo. "Why so Lonely" también aparece en el álbum Time to Tell.
Desde mediados de 2013 y hasta diciembre de 2014, formó parte del trío femenino The Sirens, junto a Anneke van Giersbergen y Liv Kristine. El proyecto se inició cuando Anneke le solicitó a Kari realizar un dueto para su álbum Drive (lanzado en 2013). Aunque finalmente la grabación no se hizo, decidieron efectuar algunas presentaciones en vivo; con ese fin, Anneke contactó a Liv en julio de ese año en el festival Masters Of Rock en República Checa, donde nació su nuevo grupo.

## Concepto musical
A partir de sus humildes inicios como una artista de sesión y como la cantante del grupo Doom Metal noruego "The 3rd and the Mortal" (con quien realizó dos álbumes en 1994), con una carrera moderadamente exitosa como artista solista en Noruega a finales de los años noventa, Kari Rueslåtten (Kari como más comúnmente la conocen) ha madurado y ha desarrollado un estilo de composición y de canto, único. Aclamada por la crítica en su hogar, Noruega, en cada una de sus producciones, Kari ha alcanzado al fin un punto en su viaje musical donde su música puede ser oída en todo el mundo. 
Kari explica más:
"Lancé dos álbumes con Sony - Noruega, Spindelsinn en 1997 y Mesmerized en 1998. En 1997 fui nominada en la categoría de los mejores vocal-artistas en el Norwegian Grammy Awards, y en 1998, fui nominada como mejor artista femenino del año en el Norwegian Hit-Awards.
Entonces decidí que era hora de reclamar más independencia. Cansada de explicar a programadores de música e ingenieros como quería que sonara mi música, era el momento, para mí, de aprender por mí misma las habilidades. Me dirigí a Londres, marchándome con nada más que mi piano eléctrico.
Configuré mi propio estudio, y comencé las grabaciones para mi nuevo álbum Pilot. Quise crear un disco de estilo dogma. Hice reglas estrictas de como quería que fueran los arreglos. Siempre enfocándome en la melodía, y haciendo arreglos realmente minimalisticos, nunca haciendo uso de ningún loop y/o beat prefabricado. He tratado de crear pequeños universos melancólicos y etéreos en los cuales la canción puede vivir.
Siempre he encontrado inspiración en la Naturaleza noruega y para el proceso final del álbum decidí volver a casa. Estar entre mi familia y amigos – se sintió como un lugar perfecto para terminar la grabación de Pilot." 
En el pasado, Kari ha citado como puntos de referencia para su estilo musical a cantantes influyentes femeninas como Tori Amos y Enya pero con la salida de su álbum "Pilot" en mayo de 2002 ha perfeccionado un sonido propio. En una era de música fabricada para las masas, Kari ha construido su propio camino. Indudablemente, "Pilot" un álbum para el siglo XXI, contiene 12 canciones originales notablemente extraordinarias.
(Biografía sacada y traducida desde http://www.karirueslatten.com) (enlace roto disponible en Internet Archive; véase el historial, la primera versión y la última).

## Discografía

### Con The 3rd and the mortal
- Sorrow - (1993)
- Tears Laid in Earth - (1994)

### Con Storm
- Nordavind (1995)

### Como solista
- Demo Recordings - (1995)
- Spindelsinn - (1997)
- Mezmerized - (1998)
- Pilot - (2002)
- Other People's Stories - (2005)
- Time to Tell (2014)
- To the North (2015)

### Otros Proyectos
- Con Unchain - Beyond Time (Demo) (1991)

### Colaboraciones
- Con Hedge Hog - Erase (canción "This Grace") (1992)
- Con Israelvis - Albino Blue (1993)
- Con Israelvis - Mutilation (EP, 1993)